# Паупизи (Беневенто)
Паупизи (итал. Paupisi) је насеље у Италији у округу Беневенто, региону Кампанија.
Према процени из 2011. у насељу је живело 682 становника. Насеље се налази на надморској висини од 333 м.

## Становништво
Према резултатима пописа становништва 2011. у општини је живело 1.560 становника.
| 1931. | 1936. | 1951. | 1961. | 1971. | 1981. | 1991. | 2001. | 2011. |
| ----- | ----- | ----- | ----- | ----- | ----- | ----- | ----- | ----- |
| 2.233 | 2.145 | 2.265 | 1.969 | 1.948 | 1.813 | 1.709 | 1.521 | 1.560 |